# Three thirteen
 (février 2019).
 (juin 2021).
Le Three-thirteen (« trois-treize ») est une variante américaine du rami, assez peu pratiquée dans l'espace francophone. C'est un jeu en 11 tours de table qui se joue à 2 joueurs ou plus. Il nécessite 2 paquets de cartes sans les jokers. Comme pour les autres ramis, une fois les cartes distribuées, le paquet restant est posé face cachée sur la table pour servir de pioche. La première carte de la pioche est posée à côté, face visible, pour servir de défausse.

## Le jeu
Le but du Three-thirteen est de poser toutes les cartes de sa main en combinaisons sur la table. Il y a 2 combinaisons possibles. Trois cartes ou plus de mêmes valeurs : brelan, carré, etc. Trois cartes ou plus consécutives, une séquence, de même couleur : 4-5-6 de cœur, 9-10-V de trèfle, etc. 
Une même carte ne peut servir qu'à une seule combinaison.
Une fois qu'un joueur a combiné toutes ses cartes, il peut les poser. Il doit également défausser à la fin de son tour. Les joueurs restant piochent alors une carte de plus. 
Le gagnant est celui qui, à la fin des 11 tours, a marqué le moins de points.

### Jokers
À chaque tour, certaines cartes sont considérées comme des jokers. Il s'agit des valeurs égales au nombre de cartes distribuées. Au premier tour, 3 cartes sont distribuées, ce sont donc les 3 qui servent de joker. Au second tour, ce sont les 4 et ainsi de suite jusqu'à ce que 11, 12 puis 13 cartes soient distribuées, ce sont alors les valets, dames puis rois qui servent de jokers. Les jokers peuvent être placés à la place de n'importe quelle carte dans une combinaison. Un seul joker est autorisé par combinaison. 
Variante : certaines règles acceptent les cartes joker du paquet de carte comme joker du jeu ; ils valent alors 20 points.

### La donne
Le premier donneur est choisi au hasard et distribue 3 cartes à chaque joueur. Au tour suivant, c'est le joueur à sa gauche qui devient donneur. Au second tour, 4 cartes sont distribuées. À chaque tour, le nombre de cartes distribuées augmente de 1 jusqu'au onzième tour où 13 cartes sont distribuées. 
Variantes : un 14e et un 15e tour avec 14 et 15 cartes où les as puis les 2 sont les jokers ; 22 tours allant de 3 à 13 puis de 13 à 3.

### Tour de jeu
Le joueur à gauche du donneur est le premier à jouer puis on tourne dans le sens horaire. À son tour, un joueur choisi l'une des deux cartes : celle face cachée en haut de la pioche, celle face visible en haut de la défausse. Puis le joueur doit défausser une carte de sa main pour finir son tour. Si un joueur pose des cartes en se trompant, il prend 20 points. 
Variante : après qu'un joueur a posé toutes ses cartes et gagné le tour, les autres joueurs font un tour de table pour pouvoir poser leurs cartes devant eux ou sur les combinaisons des autres joueurs pour limiter le nombre de carte  leur restant en main.

### Points
À la fin d'un tour, chaque carte encore en main apporte autant de point que sa valeur, les figures valant 10 points, sauf les jokers qui valent 15 points. 
Variante : les valets, dames et rois valent respectivement 11, 12 et 13 points ; l'as vaut 15 points ; dans les tours 11, 12 et 13 les valeurs faciales sont doublées.

## Voir également
- Rami